# العلاقات البريطانية اللوكسمبورغية
العلاقات البريطانية اللوكسمبورغية هي العلاقات الثنائية التي تجمع بين المملكة المتحدة ولوكسمبورغ.

## مقارنة بين البلدين
هذه مقارنة عامة ومرجعية للدولتين:
| وجه المقارنة                                              | المملكة المتحدة                 | لوكسمبورغ                                                     |
| --------------------------------------------------------- | ------------------------------- | ------------------------------------------------------------- |
| المساحة (كم2)                                             | 242.50 ألف                      | 2.59 ألف                                                      |
| عدد السكان (نسمة)                                         | 66.02 مليون                     | 599.45 ألف                                                    |
| الكثافة السكانية (ن./كم²)                                 | 272.25                          | 231.45                                                        |
| العاصمة                                                   | لندن                            | لوكسمبورغ                                                     |
| اللغة الرسمية                                             | لغة إنجليزية، اللغة الويلزية    | اللغة اللوكسمبورغية، لغة فرنسية، اللغة الألمانية              |
| العملة                                                    | جنيه إسترليني                   | يورو، فرنك لوكسمبورغ                                          |
| الناتج المحلي الإجمالي (بليون دولار)                      | 2.62 تريليون                    | 62.40 مليار                                                   |
| الناتج المحلي الإجمالي (تعادل القوة الشرائية) بليون دولار | 2.72 تريليون                    | 58.13 مليار                                                   |
| الناتج المحلي الإجمالي الاسمي للفرد دولار أمريكي          | 43.88 ألف                       | 101.45 ألف                                                    |
| الناتج المحلي الإجمالي للفرد دولار أمريكي                 | 40.23 ألف                       | 101.93 ألف                                                    |
| مؤشر التنمية البشرية                                      | 0.907                           | 0.892                                                         |
| رمز المكالمات الدولي                                      | +44                             | +352                                                          |
| رمز الإنترنت                                              | .uk، .gb                        | .lu                                                           |
| المنطقة الزمنية                                           | توقيت غرينيتش، توقيت غرب أوروبا | توقيت وسط أوروبا، ت ع م+01:00، ت ع م+02:00، أوروبا/لوكسمبورج ‏ |

## مدن متوأمة
في ما يلي قائمة باتفاقيات التوأمة بين مدن بريطانية ولوكسمبورغية:
- ترتبط Sherborne [الإنجليزية]‏ مع Niederanven [الإنجليزية]‏ باتفاقية توأمة.
- ترتبط بيثنال غرين مع إيش سوغ ألزيت باتفاقية توأمة.
- ترتبط حي كامدين فى لندن مع لوكسمبورغ باتفاقية توأمة.

## منظمات دولية مشتركة
يشترك البلدان في عضوية مجموعة من المنظمات الدولية، منها:
| علم المنظمة | اسم المنظمة                               | تاريخ انضمام المملكة المتحدة | تاريخ انضمام لوكسمبورغ |
| ----------- | ----------------------------------------- | ---------------------------- | ---------------------- |
|             | منظمة الأمن والتعاون في أوروبا            | 25 يونيو 1973                | 25 يونيو 1973          |
|             | مجموعة أستراليا                           | 1985                         | 1985                   |
|             | منظمة التعاون الاقتصادي والتنمية          | 2 مايو 1961                  | ?                      |
|             | مركز تنسيق الحركة في أوروبا ‏              | ?                            | ?                      |
|             | اتفاقية السماوات المفتوحة                 | ?                            | ?                      |
|             | نظام تحكم تكنولوجيا القذائف               | 1987                         | 1990                   |
|             | مجموعة الموردين النوويين                  | ?                            | ?                      |
|             | مؤسسة التنمية الدولية                     | 24 سبتمبر 1960               | 4 يونيو 1964           |
|             | حلف شمال الأطلسي                          | 4 أبريل 1949                 | 4 أبريل 1949           |
|             | يونسكو                                    | 4 نوفمبر 1946                | 27 أكتوبر 1947         |
|             | الوكالة الدولية للطاقة                    | ?                            | ?                      |
|             | بنك التنمية الآسيوي                       | 1966                         | 2003                   |
|             | مؤسسة التمويل الدولية                     | 20 يوليو 1956                | 4 أكتوبر 1956          |
|             | منظمة الشرطة الجنائية الدولية             | ?                            | ?                      |
|             | الاتحاد الأوروبي                          | 1973                         | 25 مارس 1957           |
|             | مجلس أوروبا                               | 5 مايو 1949                  | ?                      |
|             | منظمة التجارة العالمية                    | 1995                         | ?                      |
|             | الاتحاد الدولي للاتصالات                  | 24 فبراير 1871               | 2 مارس 1866            |
|             | المركز الدولي لتسوية المنازعات الاستشارية | 18 يناير 1967                | 29 أغسطس 1970          |
|             | منظمة حظر الأسلحة الكيميائية              | ?                            | ?                      |
|             | الأمم المتحدة                             | 24 أكتوبر 1945               | 24 أكتوبر 1945         |
|             | وكالة ضمان الاستثمار متعدد الأطراف        | 12 أبريل 1988                | 29 أغسطس 1991          |
|             | البنك الدولي للإنشاء والتعمير             | 27 ديسمبر 1945               | 27 ديسمبر 1945         |
|             | البنك الإفريقي للتنمية                    | ?                            | ?                      |
|             | الاتحاد البريدي العالمي                   | ?                            | ?                      |
|             | وكالة الفضاء الأوروبية                    | 28 مارس 1978                 | ?                      |
|             | المنظمة الأوروبية لسلامة الملاحة الجوية   | 1960                         | 1960                   |
|             | الفريق المعني برصد الأرض                  | ?                            | ?                      |

## وصلات خارجية
- موقع وزارة الخارجية البريطانية
- موقع وزارة الخارجية اللوكسمبورغية